# 비닝엔
비닝엔(독일어: Binningen, )은 스위스 바젤란트주에 위치한 도시로 면적은 4.43km2, 높이는 292m, 인구는 15,461명(2017년 3월 기준), 인구 밀도는 3,500명/km2이다. 바젤이 내려다보이는 2개의 언덕 위에 있는 고원 지대에 위치한다.

## 역사
비닝엔은 1004년에 Binningen으로 처음 언급되었다. 비닝엔이라는 이름의 다양한 버전은 "Binnengin" 및 "Biningin"과 같은 11세기에서 14세기 사이의 기록에 나타난다.

## 지리
비닝엔의 면적은 2009년 기준으로 4.43k㎡이다. 이 면적 중 0.93k㎡ (21.0%)가 농업 목적으로 사용되는 반면 0.31k㎡ (7.0%)는 삼림으로 사용된다. 나머지 토지 중 3.19k㎡ (72.0%)가 정착(건물 또는 도로)되고 0.02k㎡ (0.5%)가 비생산적인 토지이다.
건축면적 중 공업용 건물이 전체 면적의 1.1%를 차지했으며, 주택과 건물이 53.7%, 교통 기반 시설이 9.5%를 차지했다. 공원, 녹지대, 운동장이 7.2%를 차지했다. 산림면적 중 5.9%는 산림이 우거져 있고 1.1%는 과수원이나 작은 나무 군락으로 덮여 있다. 농경지 중 14.7%는 작물 재배에 사용되며, 4.3%는 목초지이며, 2.0%는 과수원이나 포도나무 작물에 사용된다.
시정촌은 비르지크강을 따라 아를레스하임 지구에 위치하고 있다. 보트밍엔은 1837년까지 비닝엔의 일부였다. 19세기 동안 바젤의 광역권으로 흡수되었다.

## 문장
시립 국장의 blazon은 은빛 창백한 은색이며, 3개의 6가닥 은빛 숭어 "검은 화살과 3개의 은색 별이 있는 은색 배경"에 있다고 한다.
시정촌 깃발은 1292년에서 1300년 사이의 기간으로 확인되었다. 당시 깃발은 바젤 출신의 "폰 비닝엔" 가문의 깃발이었다. 비닝엔의 문장은 수세기 동안 약간 변경되었다. 오늘날 나타나는 문장은 1921년으로 거슬러 올라간다.

## 인구통계
2021년 6월 기준, 비닝엔의 인구는 15,750명이다. 2008년 기준으로 인구의 20.4%가 거주하는 외국인이다. 지난 10년(1997-2007) 동안 인구는 2.1%의 비율로 변화했다.
2000년 기준, 인구 대부분인 11,709명(83.8%)이 독일어를 사용하며, 이탈리아어가 517명(3.7%)으로 두 번째로 많이 사용하고, 프랑스어가 378명(2.7%)으로 세 번째이다. 로만슈어를 구사하는 사람은 22명이다.
2008년 기준으로 인구의 성별 분포는 남성 48.2%, 여성 51.8%이다. 인구는 11,627명의 스위스 시민(인구의 78.8%)과 3,136명의 비스위스계 거주자(21.2%)로 구성되어 있다. 같은 주에서 태어난 사람은 1,496명(10.7%)이었고, 스위스 내 다른 곳에서 태어난 사람은 5,897명(42.2%), 스위스 밖에서 태어난 사람이 3,486명(24.9%)이었다.
2008년에는 스위스 시민이 101명, 비스위스계 시민이 31명이었고, 같은 기간에 스위스 시민이 119명, 비스위스계 시민이 5명 사망했다. 이민과 이주를 무시하면, 스위스 시민의 인구는 18명 감소한 반면 외국인 인구는 26명 증가했다. 스위스에서 이주한 스위스 남성은 3명, 여성은 9명이었다. 동시에 다른 나라에서 스위스로 이주한 87명의 비스위스 남성과 67명의 비스위스계 여성이 있었다. 2008년 전체 스위스 인구 변화(시 경계를 넘는 이동을 포함한 모든 출처에서)는 71명이 증가했고 비스위스계 인구 변화는 120명이 증가했다. 이는 1.3%의 인구 증가율을 나타낸다.
2010년 현재 비닝엔의 연령 분포는 다음과 같다. 934명(인구의 6.3%)이 0~6세이고, 1,602명(10.9%)이 7~19세이다. 성인 인구 중 1,529명(인구의 10.4%)이 20~29세이다. 2,006명(13.6%)은 30~39세, 2,434명(16.5%)은 40~49세, 2,815명(19.1%)은 50~64세이다. 고령자 분포는 2,503명(인구의 17.065%)이 79세, 80세 이상은 940명(6.4%)이다.
2000년 기준으로 시정촌에 미혼이거나 독신인 사람은 5,206명이다. 기혼자는 6,860명, 미망인은 967명, 이혼한 사람은 944명이었다.
2000년 기준으로 시정촌의 개인가구는 6,829세대로 가구당 평균 2명이다. 1인 가구는 2,751가구, 5인 이상 가구는 215가구였다. 총 6,931가구 중 1인 가구가 39.7%, 부모와 동거하는 성인이 46가구였다. 나머지 가구 중 자녀가 없는 기혼 부부는 2,145쌍, 자녀가 있는 기혼 부부는 1,431쌍으로 자녀가 있는 편부모는 354쌍이다. 102가구는 혈연관계가 없는 사람들로 구성되었고, 102가구는 일종의 시설이나 다른 집단주택이 되었다.
2000년에는 총 2,652세대의 주거용 건물 중 1,570호(전체의 59.2%)가 단독 주택이었다. 다가구 건물은 716채(27.0%), 주로 주거용으로 사용되는 다목적 건물은 268채(10.1%), 기타 주거용 건물(상업 또는 공업)은 98채(3.7%)였다. 단독 주택 중 120채는 1919년 이전에 지어졌으며, 95채는 1990년에서 2000년 사이에 지어졌다. 1946년에서 1960년 사이에 가장 많은 단독 주택(336채)이 건설되었다.
2000년에는 7,364채의 아파트가 시정촌에 있었다. 가장 일반적인 아파트 크기는 3개의 방이었고, 그중 2,455개가 있었다. 1인실 아파트가 323채, 5실 이상 아파트가 1,926채였다. 이 중 상가주택은 총 6,687세대(전체의 90.8%), 비수기형은 542세대(7.4%), 공실은 135세대(1.8%)였다. 2007년 기준 신규주택 건설률은 인구 1,000명당 4.3세대였다. 2000년 현재 방 2개짜리 아파트를 임대하는 평균 가격은 약 845.00 CHF(US$680, £380, €540)였고, 방 3개짜리 아파트는 약 1049.00 CHF(US$840, £470, €670)였다. 방 4개짜리 아파트는 평균 1361.00 CHF(US$1090, £610, €870)이다. 2008년 시정촌 공실률은 0.36%였다.
역사적 인구는 다음 차트에 나와 있다.:

## 기후
1991년부터 2020년까지의 정상 기간의 연간 평균 기온은 10.9°C이다. 가장 추운 월 평균 기온은 1월로 2.1°C, 가장 따뜻한 7월로 20.2°C로 측정되었다. 평균적으로 약 60 일의 서리일과 10-11일의 결빙일을 예상할 수 있다. 일년 중 평균 여름은 약 59일이며, 일반적으로 더운 날은 14일이다. 기상관측소는 해발 316m에 위치해 있다.
| 바젤/비닝엔의 기후       | 바젤/비닝엔의 기후 | 바젤/비닝엔의 기후 | 바젤/비닝엔의 기후 | 바젤/비닝엔의 기후 | 바젤/비닝엔의 기후 | 바젤/비닝엔의 기후 | 바젤/비닝엔의 기후 | 바젤/비닝엔의 기후 | 바젤/비닝엔의 기후 | 바젤/비닝엔의 기후 | 바젤/비닝엔의 기후 | 바젤/비닝엔의 기후 | 바젤/비닝엔의 기후 |
| 월                       | 1월                | 2월                | 3월                | 4월                | 5월                | 6월                | 7월                | 8월                | 9월                | 10월               | 11월               | 12월               | 연간               |
| ------------------------ | ------------------ | ------------------ | ------------------ | ------------------ | ------------------ | ------------------ | ------------------ | ------------------ | ------------------ | ------------------ | ------------------ | ------------------ | ------------------ |
| 일평균 최고 기온 °C (°F) | 3.6 (38.5)         | 5.8 (42.4)         | 9.9 (49.8)         | 14 (57)            | 18.4 (65.1)        | 21.7 (71.1)        | 24.2 (75.6)        | 23.5 (74.3)        | 20.3 (68.5)        | 14.8 (58.6)        | 8.3 (46.9)         | 4.5 (40.1)         | 14.1 (57.4)        |
| 일일 평균 기온 °C (°F)   | 0.9 (33.6)         | 2.4 (36.3)         | 5.6 (42.1)         | 9.1 (48.4)         | 13.1 (55.6)        | 16.3 (61.3)        | 18.5 (65.3)        | 17.7 (63.9)        | 14.8 (58.6)        | 10.1 (50.2)        | 4.9 (40.8)         | 1.8 (35.2)         | 9.6 (49.3)         |
| 일평균 최저 기온 °C (°F) | −1.9 (28.6)        | −0.7 (30.7)        | 1.7 (35.1)         | 4.4 (39.9)         | 8.1 (46.6)         | 11.1 (52.0)        | 13 (55)            | 12.8 (55.0)        | 10.4 (50.7)        | 6.6 (43.9)         | 2 (36)             | −0.8 (30.6)        | 5.6 (42.1)         |
| 평균 강수량 mm (인치)    | 51 (2.0)           | 49 (1.9)           | 51 (2.0)           | 64 (2.5)           | 84 (3.3)           | 87 (3.4)           | 79 (3.1)           | 87 (3.4)           | 62 (2.4)           | 51 (2.0)           | 59 (2.3)           | 54 (2.1)           | 778 (30.6)         |
| 평균 강수일수            | 10.1               | 9.4                | 10.8               | 11.3               | 12.6               | 10.9               | 9.5                | 10.3               | 8.3                | 8.4                | 10                 | 9.8                | 121.4              |
| 출처: MeteoSchweiz       |                    |                    |                    |                    |                    |                    |                    |                    |                    |                    |                    |                    |                    |

## 정치
2007년 연방 선거에서 가장 인기 있는 정당은 27.44%의 득표율을 기록한 SP였다. 다음으로 가장 인기 있는 3개 정당은 SVP (23.72%), FDP (20.63%), 녹색당 (13.05%)이었다. 이번 연방 총선에서는 총 5,240표가 투표율 52.7%를 기록했다.

## 경제
2007년 현재 비닝엔의 실업률은 2.48%이다. 2005년 현재 1차 경제 부문에 51명이 고용되어 있고 이 부문에 약 10개 기업이 관여하고 있다. 767명이 2차 부문에 고용되었고, 이 부문에 79개의 기업이 있었다. 4,360명이 3차 부문에 고용되었으며, 이 부문에는 461개의 기업이 있다. 시정촌 주민은 6,997명으로 일정 정도 고용되었으며, 그중 여성이 전체 노동력의 45.6%를 차지했다.
2008년 기준 정규직에 해당하는 총 일자리 수는 4,115개였다. 1차 부문의 일자리 수는 14개였으며, 모두 농업에 있었다. 2차 부문의 일자리 수는 549개로 이 중 제조업이 127개(23.1%), 건설업이 422개(76.9%)였다. 3차 부문의 일자리는 3,552개였다. 3차 부문에서 400개(11.3%)는 도소매 또는 자동차 수리업, 59개(1.7%)는 상품의 이동 및 보관, 117개(3.3%)는 호텔 또는 레스토랑, 23개(0.6%)는 정보 산업에 종사했다. , 276개(7.8%가 보험 또는 금융 산업, 258개(7.3%)가 기술 전문가 또는 과학자, 140개(3.9%)가 교육, 1,738개(48.9%)가 의료 분야였다.
2000년 기준 자치단체로 통근하는 근로자는 4,299명, 출퇴근자는 5,541명이었다. 지자체는 근로자의 순수출 지자체로, 들어오는 1명당 약 1.3명의 근로자가 지자체를 떠나고 있다. 비닝엔에 들어오는 노동력의 약 12.0%는 스위스 외부에서 오고, 현지인의 0.3%는 일을 위해 스위스에서 출퇴근한다. 근로 인구 중 38.2%가 대중교통을 이용하여 출퇴근하고, 30.6%가 자가용을 이용하였다.

## 종교
2000년 인구 조사에 따르면 4,136명(29.6%)이 로마 가톨릭 신자이고, 5,230명(37.4%)이 스위스 개혁 교회에 속해 있다. 나머지 인구 중 정교회 교인은 205명(1.47%), 크리스찬 가톨릭 교회 교인은 39명(0.28%), 다른 기독교 교회에 속한 272명(1.95%)이 있었다. 유대교는 78명(0.56%)이었고, 이슬람교는 439명(3.14%)이었다. 48명의 불교 신자가 있었다. 힌두교는 112명과 다른 교회에 속한 13명이 있었다. 2,855명(20.43%)이 교회에 속하지 않고, 불가지론자 또는 무신론자이며, 550명(3.94%)이 질문에 대답하지 않았다.

## 볼거리

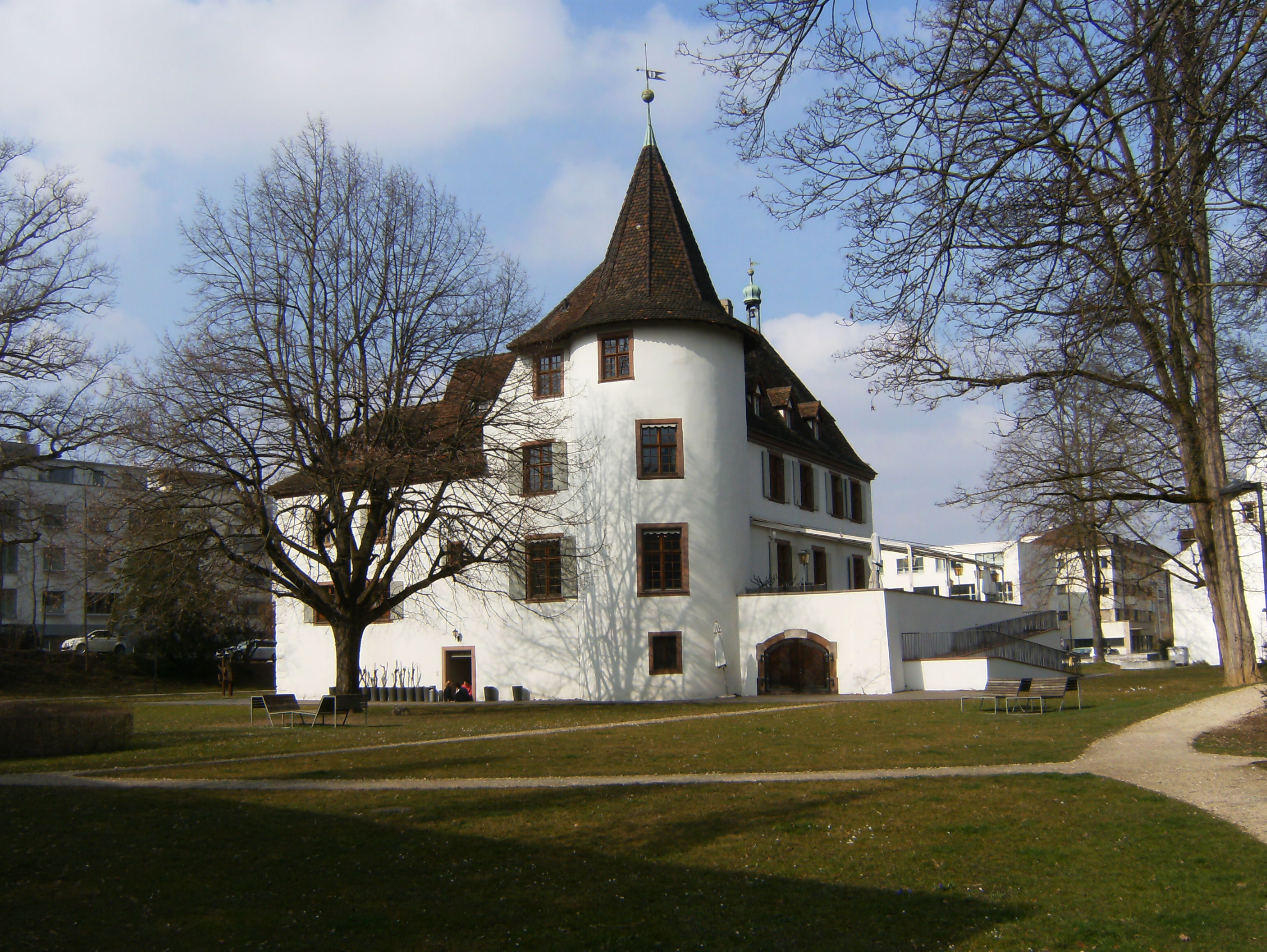
비닝엔성

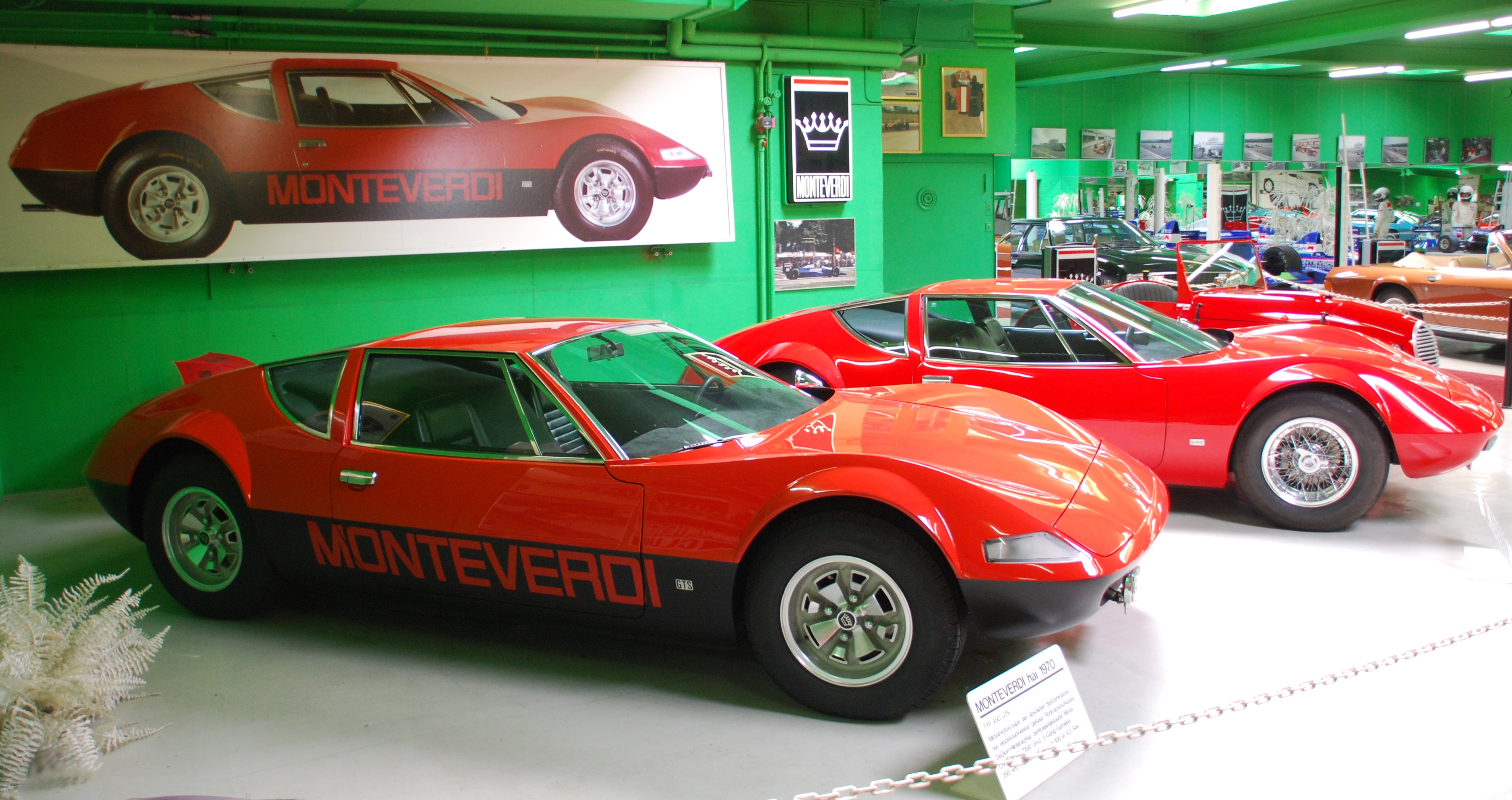
몬테베르디 자동차 박물관

- 알쉬빌러 숲: 비닝엔의 서쪽 끝에 있는 자연 보호 구역
- 바젤대학교 천문대
- 비닝엔성 : 13세기에 지어진 이전 호수 성으로 현재 비닝엔 지자체에 속한다. 1870년부터 레스토랑이 있었고, 2007년부터 인접한 호텔이 있었다.
- 카톨릭 교회
- 1550년의 홀리 성: 현재 개인 소유
- 아이스 스케이팅 스테이션, 장크트 마르그레텐
- 몬테베르디 자동차 컬렉션: 스위스 최대 자동차 박물관
- 노이바트 여인숙 : 천연 온천 주변에 1765년에 지어진 이전 웰빙 목욕탕
- 준바트 장크트 마르그레텐 (조넨바트)
- 장크트 마르그레텐 : 마르그레텐 언덕에 있는 교회
- 시립 박물관 (Ortsmuseum)
- 바젤 동물원 (일부 비공개 구역은 비닝엔 땅에 있음), 동물원의 남쪽 입구는 비닝엔 국경 바로 바깥에 있다.

## 교육
비닝엔에서는 인구의 약 5,523명(39.5%)이 비필수 고등교육을 이수했으며, 3,031명(21.7%)이 추가 고등 교육(대학 또는 응용학문대학)을 마쳤다. 고등교육을 마친 3,031명 중 53.8%가 스위스 남성, 28.1%가 스위스 여성, 10.5%가 비스위스계 남성, 7.7%가 비스위스계 여성이었다. 2000년 기준으로 비닝엔에는 다른 지자체에서 온 학생이 206명, 지방외 학교에 다니는 주민은 643명이다.
비닝엔에는 2개의 도서관이 있다. 이러한 도서관에는 다음이 포함된다. 천문 연구소와 시립 도서관. 도서관에는 총 23,251권 (2008년 기준)의 도서 및 기타 매체가 있으며, 같은 해 총 62,576권이 대출되었다.

## 스포츠
SC 비닝엔은 지자체의 축구 클럽이다.